# Upplands runinskrifter 991
Runinskrift U 991 är en runsten som står på norra sidan om Lillån i Broby, Funbo socken och Uppsala kommun i Rasbo härad, Uppland. Bredvid står U 990 och på åns andra sida U 992.

## Inskriften

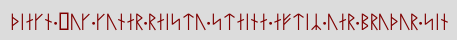

Runor: ᚦᛁᛅᚴᚾ᛫_ᚢᚴ᛫ᚴᚢᚾᛅᚱ᛫ᚱᛅᛁᛋᛏᚢ᛫ᛋᛏᛅᛁᚾᛅ ᛅᚠᛏᛁᛦ᛫ᚢᛅᚱ᛫ᛒᚱᚢᚦᚢᚱ᛫ᛋᛁᚾ
Translitterering av runraden:
× þiakn × [a](u)k × kunar × raistu × staina + aftiʀ × uaþr × bruþur + sin +
Normalisering till runsvenska:
Þiagn ok Gunnarr ræistu stæina æftiʀ Veðr, broður sinn.
Översättning till nusvenska:
Tägn och Gunnar reste stenarna efter Väder sin broder.

## Brostenar
Alla dessa tre stenar markerade en gammal bro över ån där de tre bröder tidigare gemensamt hade rest U 990 efter sin fader Hörse. 
Runstenen U 937, som idag återfinns i Universitetsparken i Uppsala, har ordagrant samma inskrift och en snarlik ornamentik med U 991, vilket tyder på att de är skapade av samme runristare. Sannolikt har även U 937 ursprungligen stått vid runstensbron som korsar Lillån i Broby.
|  |  |  |